# Plastic Fantastic
Plastic Fantastic: How the Biggest Fraud in Physics Shook the Scientific World è un saggio del 2009 scritto dalla giornalista scientifica statunitense Eugenie Samuel Reich.  Il libro narra la storia di Jan Hendrik Schön, un giovane fisico tedesco attivo nei settori della fisica dello stato solido, delle nanotecnologie e della microelettronica,  presso i Bell Labs. Negli anni duemila, Schön stupì il mondo scientifico con risultati apparentemente rivoluzionari; tuttavia in seguito emerse che tali risultati erano frutto di dati falsificati, fabbricati da Schön stesso all'insaputa dei suoi colleghi e dell'intera comunità scientifica.